# اچ‌ام‌اس مالابار (۱۸۱۸)
اچ‌ام‌اس مالابار (۱۸۱۸) (به انگلیسی: HMS Malabar (1818)) یک کشتی ۷۴ توپی متعلق به نیروی دریایی سلطنتی بود که طول آن ۱۷۴ فوت (۵۳ متر) بود و در سال ۱۸۱۸ در کشتی‌سازی بمبئی به آب انداخته شد. 
این کشتی در سال ۱۸۳۸ در مالابار در نزدیکی جزیره پرنس ادوارد به گل نشست و آسیب دید که باعث از دست دادن دو نفر از خدمه‌اش شد. اما در همان سال دوباره شناور شد و به سوی سه رودخانه در کانادای سفلی یدک کشیده شد.
در آگوست ۱۸۴۳، مالابار تحت فرماندهی سر جورج سارتوریوس در مهار آتشی که کشتی چرخ‌پره‌ای نیروی دریایی ایالات متحده، یواس‌اس میزوری (۱۸۴۱)، را در جبل‌الطارق غرق کرد، به کمک شتافت و حدود ۲۰۰ ملوان آمریکایی را نجات داد و به عرشه خود منتقل کرد. مالابار در سال ۱۸۴۸ به یک کشتی بدنه‌ثابت تبدیل شد و در نهایت به یک کشتی زغالی تبدیل شد. در سال ۱۸۸۳ به نام Myrtle تغییر نام داد. این کشتی در سال ۱۹۰۵ از نیروی دریایی بریتانیا بازنشسته شد. 